# Relations entre la Roumanie et la Serbie
Les relations roumano-serbes sont les relations bilatérales entre la Roumanie et la Serbie. Les deux pays ont établi des relations diplomatiques le 19 avril 1841.

## Histoire
Bien que la Serbie ait officieusement ouvert une sorte d'agence diplomatique à Bucarest en mars 1836,  officiellement, la première agence diplomatique serbe à Bucarest a été créée en février 1863, avec Kosta Magazinović, comme premier agent diplomatique. Réciproquement, la première agence diplomatique roumaine à Belgrade a été créée les 12/24 mars 1863 et le premier agent diplomatique était Teodor Calimachi. 
En 1879, en conséquence du statut d'État indépendant, les agences diplomatiques de Belgrade et de Bucarest sont devenues des légations et les agents diplomatiques, des ministres résidents. Ainsi, les 14 et 26 avril 1879, l'agence diplomatique roumaine à Belgrade devint légation, ayant Lascăr Catargiu comme premier ministre résident. À l'été 1879, Milan A. Petronijević devint le premier ministre résident de Serbie en Roumanie.  Plus tard, après que la Roumanie et la Serbie soient devenues des royaumes, en 1881 et 1882, leurs représentants diplomatiques sont devenus "envoyés extraordinaires et ministres plénipotentiaires". Ce n'est qu'en 1939 que les légations de Belgrade et de Bucarest deviennent des ambassades.
Cependant, une coupure progressive des relations internationales entre la Roumanie et la Serbie (à l'époque la Yougoslavie) s'est produite en mai 1941, après que la Roumanie a reconnu l'indépendance de l'État indépendant de Croatie sous contrôle allemand, car la Roumanie était une puissance de l'Axe à l'époque.
De nos jours, symbolisant les bonnes relations entre la Roumanie et la Serbie, il y a une phrase qui dit « La Roumanie n'a que deux amis : la mer Noire et la Serbie. ». Cependant, cette phrase et l'état des relations entre les deux ont été perturbés par les Roumains de la vallée de Timok en Serbie, où ils se font appeler "Valaques" revendiquant leur identité ethnique distincte des Roumains. 

## Ambassades
La Roumanie a une ambassade à Belgrade et un consulat général à Vršac. La Serbie a une ambassade à Bucarest et un consulat général à Timișoara.

## Adhésions communes
Les deux pays sont membres à part entière du processus de coopération en Europe du Sud-Est, du Pacte de stabilité pour l'Europe du Sud-Est, de l'Initiative centre-européenne, de l'Initiative de coopération en Europe du Sud-Est et de l'Organisation de coopération économique de la mer Noire. La Roumanie est également membre de l'UE et la Serbie est candidate à l'UE. Les deux pays sont fermement opposés à la déclaration d'indépendance du Kosovo de 2008. La Roumanie a fermement soutenu l'intégrité territoriale de la Serbie.

## Serbes de Roumanie
Les Serbes de Roumanie sont une minorité ethnique reconnue. Selon le recensement de 2011, il y avait 18 076 Serbes en Roumanie (~ 0,1 %). Les Serbes vivent principalement dans l'ouest de la Roumanie, dans la partie roumaine de la région du Banat, où ils constituent une majorité absolue dans deux communes et une majorité relative dans une autre.

## Roumains de Serbie
Les Roumains de Serbie sont une minorité ethnique reconnue. Selon le recensement de 2011, il y avait 29 332 Roumains en Serbie (~ 0,4%), tandis que 35 330 personnes se déclaraient valaques. Il existe des opinions divergentes parmi certains Valaques quant à savoir s'ils doivent ou non être considérés comme des Roumains ou comme des membres d'une nationalité distincte. Les Roumains et les Valaques de Serbie vivent principalement dans le nord-est de la Serbie, dans la vallée du Timok et dans la partie serbe de la région du Banat pour être exact, où ils constituent une minorité dans deux municipalités et en Voïvodine. Les Valaques de la vallée de Timok n'ont pas d'écoles où ils pratiquent leur langue maternelle.

## Diplomatie

### Roumanie
- Belgrade (Ambassade)

### Serbie
- Bucarest (Ambassade)